# Brittiska imperie- och samväldesspelen 1954
Brittiska imperie- och samväldesspelen 1954 (engelska: 1954 British and Commonwealth Empire Games, franska: Jeux de l'Empire britannique et du Commonwealth de 1954) var de femte imperiespelen i ordningen men de första under namnet "imperie- och samväldesspel". Spelen arrangerades i Vancouver i British Columbia i Kanada mellan den 30 juli och 7 augusti 1954. Det var första gången som spelen hölls på den kanadensiska västkusten men andra gången som de hölls i Kanada. Jämfört med föregående spel 1950 deltog dubbelt så många länder.
En uppmärksammad händelse var att två löpare slutförde mileloppet under drömgränsen fyra minuter för första gången i historien. Detta skedde när världsrekordhållaren Roger Bannister vann före australiensaren John Landy. Inte nog med den engelska triumfen på milen, efter australiensisk seger i medaljligan två spel i rad återtog England positionen som imperiets främsta idrottsland då de toppade medaljtabellen vid spelens slut. Sämre gick det för Kanada som blev första värdland att inte sluta bland de tre främsta i medaljligan.

## Deltagande länder

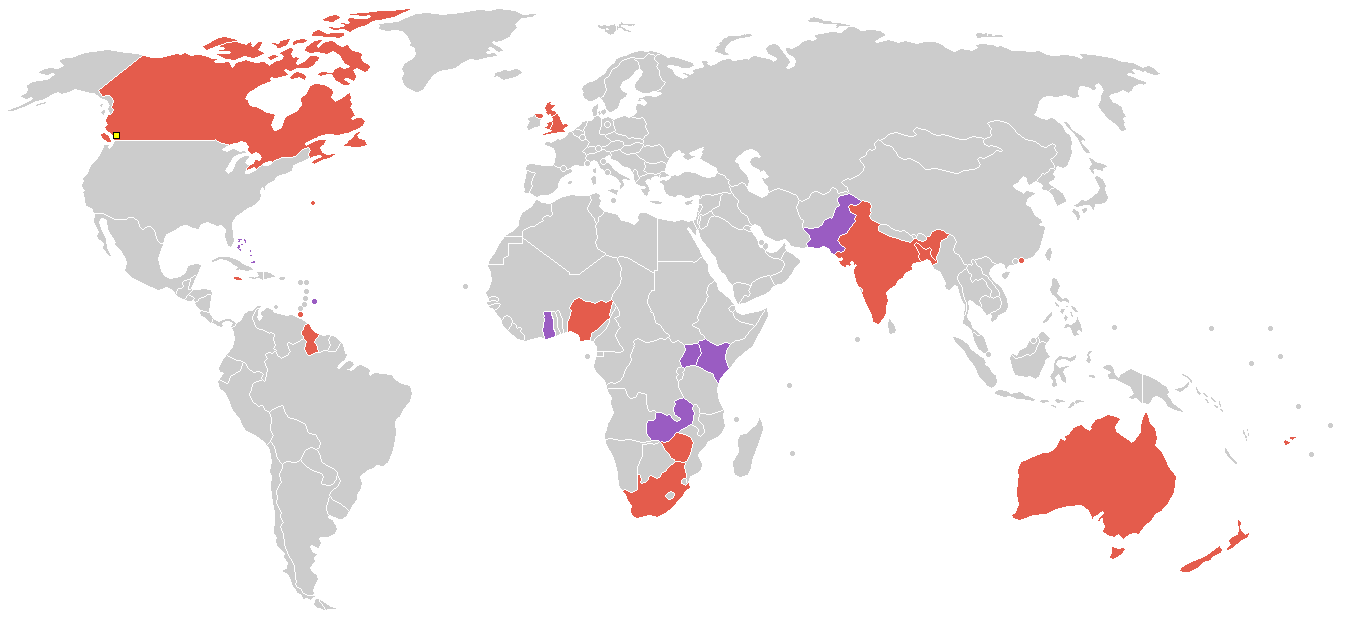
Deltagande länder, debutanter i lila.

Rekordmånga länder, 24 stycken, deltog vid spelen. Detta stod i skarp kontrast till de futtiga tolv länder som deltog 1950. Den stora ökningen hade flera orsaker: Kortare resavstånd för många länder nu när spelen hölls på norra halvklotet, längre tid har förlöpt sedan andra världskriget, delning av länder och fler kolonier hade blivit självstyrande. Bahamas, Barbados, Guldkusten, Kenya, Nordrhodesia, Pakistan och Uganda gjorde sina första framträdanden. Pakistan hade tidigare varit en del av Brittiska Indien och tävlat under indisk flagg.
- Australien
- Bahamas
- Barbados
- Bermuda
- Brittiska Guyana
- England
- Fiji
- Guldkusten
- Hongkong
- Indien
- Jamaica
- Kanada
- Kenya
- Nigeria
- Nordirland
- Nordrhodesia
- Nya Zeeland
- Pakistan
- Skottland
- Sydafrika
- Sydrhodesia
- Trinidad och Tobago
- Uganda
- Wales

## Medaljliga
| Nr | Nation              | Guld | Silver | Brons | Totalt |
| -- | ------------------- | ---- | ------ | ----- | ------ |
| 1  | England             | 23   | 24     | 20    | 67     |
| 2  | Australien          | 20   | 11     | 17    | 48     |
| 3  | Sydafrika           | 16   | 6      | 13    | 35     |
| 4  | Kanada              | 9    | 20     | 14    | 43     |
| 5  | Nya Zeeland         | 7    | 7      | 5     | 19     |
| 6  | Skottland           | 6    | 2      | 5     | 13     |
| 7  | Sydrhodesia         | 2    | 2      | 1     | 5      |
| 8  | Trinidad och Tobago | 2    | 2      | 0     | 4      |
| 9  | Nordirland          | 2    | 1      | 0     | 3      |
| 10 | Nordrhodesia        | 1    | 4      | 3     | 8      |
| 11 | Nigeria             | 1    | 3      | 3     | 7      |
| 12 | Pakistan            | 1    | 3      | 2     | 6      |
| 13 | Wales               | 1    | 1      | 5     | 7      |
| 14 | Jamaica             | 1    | 0      | 0     | 1      |
| 15 | Barbados            | 0    | 1      | 0     | 1      |
| 15 | Hongkong            | 0    | 1      | 0     | 1      |
| 15 | Uganda              | 0    | 1      | 0     | 1      |
| 18 | Brittiska Guyana    | 0    | 0      | 1     | 1      |

### Fotnoter
1. ↑  ”1954 British Empire and Commonwealth  Games” (på engelska). Samväldesspelsfederationen. Arkiverad från originalet den 10 december 2017. https://web.archive.org/web/20171210180044/https://www.thecgf.com/games/intro.asp?yr=1954. Läst 10 december 2017.